# 양도초등학교 (경기)
양도초등학교는 대한민국 경기도 김포시에 있는 공립 초등학교이다.

## 학교 연혁
- 2003. 12. 27 양도초등학교 설립인가
- 2005. 03. 01 풍무초등학교에서 분리 개교(15학급 편성)
- 2005. 03. 08 양도초등학교 병설유치원 개원(1학급)
- 2014. 03. 01 36학급 편성
- 2014. 09. 01 제4대 안이근 교장 취임
- 2015. 02. 13 제9회 졸업식(졸업생 159명)

## 참고 자료
- 양도초등학교 - 한국교육학술정보원 학교알리미